# Lultzhausen
Lultzhausen (Luxemburgs: Lëlz) is een plaats in de gemeente Esch-sur-Sûre en het kanton Wiltz in Luxemburg.
Lultzhausen telt 30 inwoners (2001).
Bonnal · Dirbach · Eschdorf · Heiderscheid · Heiderscheidergrund · Hierheck · Insenborn · Lultzhausen · Merscheid · Neunhausen · Ringel · Tadler

Luxemburgse gemeenten · Kanton Wiltz · Luxemburg